# Uttoxeter Rural
Uttoxeter Rural est une paroisse civile du Staffordshire, en Angleterre.